# Tricholoma imbricatum
Tricholoma imbricatum (Fr.) P. Kumm., Führer Pilzk.: 133 (1871), è un fungo appartenente alla famiglia Tricholomataceae
Il Tricholoma  imbricatum si riconosce per le squamette ad embrice sul cappello.

## Descrizione della specie
Cappello 
Diametro 4-12 cm circa, da convesso a spianato con umbone più o meno al centro, orlo involuto, di colore bruno o bruno-ruggine, ricoperto di fibrille scure, simulanti squamette sovrapposte.

 Lamelle 
Bianche o bianco-rosate, macchiate di brunastro nel fungo maturo; quasi libere al gambo, non molto fitte.
 Gambo 
Biancastro, con fibrille e macchie di color ruggine con l'età, alto, cilindrico, pieno e sodo.
 Spore 
Subglobose-ellittiche, 6-9 x 5-6 µm; bianche in massa.
 Carne 
Soda e biancastra.
- Odore: non particolare.
- Sapore: amarognolo.

## Commestibilità
Discreta.

## Habitat
Fruttifica dalla tarda estate all'autunno nei boschi di conifere.

## Etimologia
Dal latino imbrex = sovrapposta, per la squamatura sovrapposta sul cappello.

## Sinonimi e binomi obsoleti
- Agaricus imbricatus Fr., Observationes mycologicae (Kjøbenhavn) 1: 27 (1815)
- Cortinellus imbricatus (Fr.) Raithelh., Metrodiana 1(1): 4 (1970)